# Felícia Fuster
Felícia Fuster i Viladecans, née à Barcelone le 7 janvier 1921 et morte à Paris 20e le 3 mars 2012, est une femme de lettres, traductrice et peintre catalane. Elle s'est installée à Paris en 1951,.
Elle fut finaliste du Premi Carles Riba en 1984 et du Premi Màrius Torres en 1997, et gagna en 1987 le Premi Vicent Andrés Estellés de poesia.

## Œuvre

### Poésie
- Trilogie :
  - Felícia Fuster, Una cançó per a ningú i Trenta diàlegs inútils, Barcelone, Proa, 1984.
  - Felícia Fuster, Aquelles cordes del vent, Barcelone, Proa, 1987.
  - Felícia Fuster, I encara, Valence, Eliseu Climent, Editor / Edicions 3i4, 1987.
- Felícia Fuster, Écume fêlée.
- Felícia Fuster, Au bout des os au bout des mots, 1989.
- Felícia Fuster, Passarel•les/Mosaïques, Barcelone, Cafè Central, 1992.
- Felícia Fuster, Versió original, Valence, Germania, 1996.
- Felícia Fuster, Sorra de Temps Absent, Lleida, Pagès Editors, 1998.

### Prose
- Felícia Fuster, A dins a fora : Barceldones, Barcelone, Edicions de l’Eixample, 1989.

### Essai
- (ca) « La poesia japonesa moderna », Revista de Catalunya,‎ 1988, p. 131-150

### Traductions
Depuis le français :
- Marguerite Yourcenar (trad. Felícia Fuster), Obra negra [« L'Œuvre au noir »], Barcelone, Proa, 1984.

Depuis le japonais :
- Poesia japonesa contemporània (trad. Felícia Fuster et Naoyuki Sawada), Barcelone, Proa, 1988.

Vers le japonais :
- Poesia catalana contemporània (trad. Felícia Fuster et Naoyuki Sawada), Tokyo, Shichosha, 1988.